# Twilight of the Gods
Twilight of the Gods šesti je studijski album švedskog ekstremnog metal sastava Bathory. Album je 29. lipnja 1991. godine objavila diskografska kuća Black Mark Production. Ovo je izvorno trebao biti posljednji album sastava jer se frontmen grupe Quorthon želio posvetiti solo karijeri i započeti rad na svojem istoimenom prvom solo albumu, no rad je grupe tri godine nakon objave Twilight of the Godsa ipak nastavljen te je tako došlo do objave Bathoryjevog povratničkog albuma Requiem.

## O albumu
Album nastavlja viking metal glazbeni stil predstavljen na prethodnom albumu Hammerheart te također prikazuje veliki utjecaj epskog doom metala te klasične glazbe. Album je nazvan po operi Richarda Wagnera. Za razliku od prethodnih Bathoryjevih glazbenih izdanja, album karakterizira umjereni tempo te velika uporaba akustične gitare (iako je Bathory već počeo skladati pjesme umjerenog tempa na Hammerheartu). Melodija pjesme "Hammerheart" bazirana je na melodiji iz orkestralne suite Planeti skladatelja Gustava Holsta; glazba u pjesmi zapravo je "preuređena" Quorthonova inačica srednjeg dijela četvrtog stavka suite pod nazivom Jupiter. 

## Popis pjesama
Tekstovi i glazba: Quorthon, osim gdje je naznačeno drugačije. 
| 1.    | »Twilight of the Gods«     |              | 14:02 |
| 2.    | »Through Blood by Thunder« |              | 6:15  |
| 3.    | »Blood and Iron«           |              | 10:25 |
| 4.    | »Under the Runes«          |              | 6:00  |
| 5.    | »To Enter Your Mountain«   |              | 7:37  |
| 6.    | »Bond of Blood«            |              | 7:35  |
| 7.    | »Hammerheart«              | Gustav Holst | 4:58  |
| 56:52 |                            |              |       |

Remasterirana inačica albuma objavljena 2003. godine spaja prve tri pjesme u jednu.

## Zasluge
| Bathory - Quorthon – vokali, gitara, dizajn, fotografija - Vvornth – bubnjevi - Kothaar – bas-gitara | Ostalo osoblje - Börje "Boss" Forsberg – produkcija - Rex Gisslén – snimanje - Rick Ridgew – fotografija - Oscar Kihlborg – fotografija |